# Robert Bolder
Robert Bolder (Londra, 20 luglio 1859 – Beverly Hills, 10 dicembre 1937) è stato un attore britannico.
Usò ed era conosciuto anche con i nomi Bobbie Bolder, Bobby Bolder, Bobby Boulder, Robert Boulder

## Biografia
Nato a Londra, si trasferì in California. La sua carriera cinematografica si svolse in gran parte durante il periodo del muto. Negli anni dieci, lavorò per la Essanay, una casa di produzione di Chicago fondata da Gilbert M. 'Broncho Billy' Anderson, compagnia per la quale fu protagonista - spesso con il nome di Bobbie Bolder - di una serie di commedie a uno o due rulli, lavorando, tra l'altro, anche con Wallace Beery.
In seguito, recitò in film interpretati da grandi attori, da Douglas Fairbanks, a Rodolfo Valentino. In L'età di amare, del 1922, ricoprì a fianco di Gloria Swanson la parte del suo anziano marito. Nel 1930, ebbe il ruolo del commodoro in Ragazze e giovanotti del 1890, una commedia musicale che aveva come protagonista Marion Davies.
Bolder è apparso in 99 pellicole dal suo debutto nel 1912, fino al 1936 dove, non accreditato, compariva in un piccolo ruolo ne L'angelo bianco.
Morì l'anno dopo a Beverly Hills all'età di 77 anni.

## Filmografia
- The Little Bride of Heaven (1912)
- The Drummer's Umbrella (1913)
- Such Is Life (1913)
- Homespun (con il nome Robert Boulder) (1913)
- Rescuing Dave (1913)
- Mr. Rhye Reforms (1913)
- What Cupid Did
- His Athletic Wife
- Love Incognito (1913)
- Dad's Insanity - con il nome Robert Boulder (1913)
- The Usual Way
- Dollars, Pounds, Sense
- Kitty's Knight
- Smithy's Grandma Party (1913)
- Hello, Trouble (1913)
- The Hour and the Man, regia di E.H. Calvert (1914)
- Looking for Trouble (1914)
- The Girl at the Curtain (1914)
- Miss Milly's Valentine (1914)
- 'Presto' Willie, Magician (1914)
- Grass County Goes Dry (1914)
- Bridget Bridges It (1914)
- Blood Will Tell, regia di E.H. Calvert (1914)
- This Is the Life (1914)
- The Epidemic (1914)
- The Fable of Napoleon and the Bumps, regia di George Ade (1914)
- One Wonderful Night, regia di E.H. Calvert (1914)
- Mrs. Billington's First Case (1914)
- The Fable of Higher Education That Was Too High for the Old Man, regia di George Ade (1914)
- The Fable of the Coming Champion Who Was Delayed, regia di George Ade (1914)
- The Fable of the Busy Business Boy and the Droppers-In, regia di George Ade (1914)
- When Knights Were Bold - cortometraggio (1914)
- Sweedie's Clean-Up (1914)
- The Fickleness of Sweedie (1914)
- She Landed a Big One (1914)
- The Laundress (1914)
- Sweedie the Trouble Maker
- The Fable Proving That Spongers Are Found in a Drugstore
- Madame Double X
- Two Dinky Little Dramas of a Non-Serious Kind, regia di George Ade - (con il nome Robert Boulder) (1914)
- The Fable of the City Grafter and the Unprotected Rubes
- Sweedie's Suicide
- Two Hearts That Beat as Ten (1915)
- Charlot attore/Charlot principiante (His New Job), regia di Charlie Chaplin (1915)
- Ain't It the Truth? - cortometraggio (1915)
- The Fable of the Divine Spark That Had a Short Circuit - con il nome Robert Boulder (1915)
- Curiosity (1915)
- Done in Wax (1915)
- A Stranger in New York, regia di Thomas N. Heffron - cortometraggio (1916)
- The Nick of Time Baby (1916)
- Everett True Breaks Into the Movies
- Mr. Pringle and Success (1917)
- Sotto processo (On Trial), regia di James Young (1917)
- A Corner in Smiths - (con il nome Robert Boulder) (1917)
- The Golden Idiot, regia di Arthur Berthelet (1917)
- The Fable of the Wandering Boy and the Wayward Parents (1917)
- Fools for Luck, regia di Lawrence C. Windom (1917)
- The Fable of the Film Fed Family (1917)
- Young Mother Hubbard (1917)
- The Dream Doll  (1917)
- Sadie Goes to Heaven  (1917)
- Il cavaliere dell'Arizona (Arizona), regia di Douglas Fairbanks e Albert Parker - non accreditato (1918)
- The Highest Trump (1919)
- A Gentleman of Quality, regia di James Young (1919)
- Words and Music by -, regia di Scott R. Dunlap (1919)
- Upstairs, regia di Victor Schertzinger (1919)
- Strictly Confidential (1919)
- His Official Fiancée (1919)
- The Beggar Prince, regia di William Worthington (1920)
- La ragazza del n. 29 (The Girl in Number 29) (1920)
- Burning Daylight, regia di Edward Sloman (1920)
- Sick Abed (1920)
- The Furnace (1920)
- Her Beloved Villain(1920)
- The Marriage of William Ashe, regia di Edward Sloman (1921)
- Black Beauty, regia di David Smith (1921)
- The House That Jazz Built, regia di Penrhyn Stanlaws (1921)
- The Fighting Lover, regia di Fred LeRoy Granville (1921)
- The Silent Call, regia di Laurence Trimble (1921)
- The Lane That Had No Turning, regia di Victor Fleming (1922)
- L'età di amare (Beyond the Rocks), regia di Sam Wood (1922)
- La corsa al piacere (Manslaughter), regia di Cecil B. DeMille (1922)
- The Christian, regia di Maurice Tourneur (1923)
- Spalle al muro (Grumpy), regia di William C. deMille (1923)
- The Love Piker (1923)
- The Dramatic Life of Abraham Lincoln (1924)
- What Three Men Wanted (1924)
- The Sea Hawk (1924)
- Code of the Sea, regia di Victor Fleming (1924)
- Il prezzo della vanità (Vanity's Price), regia di Roy William Neill (1924)
- Captain Blood, regia di David Smith e, non accreditato, Albert E. Smith (1924)
- Raffles, regia di King Baggot (1925)
- The Handsome Brute (1925)
- Blue Blood, regia di Scott R. Dunlap (1925)
- Stella Maris, regia di Charles Brabin (1925)
- Butterflies in the Rain, regia di Edward Sloman (1926)
- Tarzan and the Golden Lion (1927)
- Women's Wares (1927)
- Marito in trappola (The Wise Wife), regia di E. Mason Hopper (1927)
- A Single Man, regia di Harry Beaumont - (non accreditato) (1929)
- The Tip Off, regia di Leigh Jason (1929)
- The Lady of Scandal, regia di Sidney Franklin (1930)
- Ragazze e giovanotti del 1890 (The Florodora Girl), regia di Harry Beaumont (1930)
- Grumpy, regia di George Cukor (1930)
- Charley's Aunt, regia di Al Christie (non accreditato) (1930)
- Ripudiata (East Lynne), regia di Frank Lloyd (1931)
- La donna del miracolo (The Miracle Woman), regia di Frank Capra (1931)
- New Adventures of Get Rich Quick Wallingford, regia di Sam Wood (1931)
- L'amaro tè del generale Yen (The Bitter Tea of General Yen), regia di Frank Capra (1933)
- La gloria del mattino (Morning Glory), regia di Lowell Sherman (1933)
- Gigolettes of Paris (1933)
- Solo una notte (Only Yesterday), regia di John M. Stahl (1933)
- Quando una donna ama (Riptide), regia di Edmund Goulding (1934)
- L'isola degli agguati (Murder in Trinidad), regia di Louis King (1934)
- One More River di James Whale (1934)
- L'isola del tesoro (Treasure Island), regia di Victor Fleming (1934)
- Notte di nozze (The Wedding Nigh), regia di King Vidor (1935)
- The Perfect Gentleman, regia di Tim Whelan (1935)
- Lotta di spie (The Great Impersonation), regia di Alan Crosland (1935)
- Lord Fauntleroy (Little Lord Fauntleroy), regia di John Cromwell (1936)
- Nel mondo della luna (The Moon's Our Home), regia di William A. Seiter (1936)
- The Case Against Mrs. Ames
- L'angelo bianco (The White Angel), regia di William Dieterle (1936)